# نجيب متري
نجيب مِتري (1865 - توفي 1928)، هو ناشر لبناني  مؤسس دار المعارف في مصر عام 1890م من أعرق منارات الفكر والحضارة والتراث في العالم العربي. .
وُلِدَ في الشويفات من أعمال جبل لبنان، وتعلَّم في مدارسها، ثم انتقل إلى بيروت، وهناك تعلَّم فن الطباعة، وتنضيد الحروف، حتّى برع في ذلك. هاجر إلى مصر في ثمانينات القرن التاسع عشر. وسكن في بداية أمره مدينة الإسكندرية، بعد أن استدعاه إلى هناك مهاجر لبناني آخر هو عزيز زند، الذي كان على معرفة قديمة بشفيق متري،وليس هناك ما يُشير إلى طبيعة هذه العلاقة، أو الصّلة التي ربطت بينهما، وكلّ ما نعلمه أنّه استدعى نجيب متري من لبنان ليشتغل معه في صحيفة "المحروسة"، التي كان يُصدرها في الإسكندرية. وبالفعل لبى متري الدعوة وقدم إلى مصر عام 1884، وتولّى أدارة مطبعة جريدة "المحروسة". وقضى في عمله هذا ستة أعوام، انتقل بعدها إلى القاهرة عام 1890.
تُوفي نجيب متري في السادس من نوفمبر عام 1928 بمنزله الكائن في رقم 141 في شارع الملكة نازلي (شارع رمسيس حاليًّا)، وتولى إدارة الدار من بعده ابنه شفيق نجيب متري.

## وصلات خارجية
- مؤسسة (دار المعارف) بالقاهرة تحتفل بمرور 125 عاما على تأسيسها